# Emily Lemke
Emily Lemke (* 5. August 2005 in Berlin) ist eine deutsche Fußballspielerin.

## Karriere
Lemke spielte zuletzt von 2020 bis 2022 für die B-Jugendmannschaft von Werder Bremen in der Staffel Nord/Nordost der B-Juniorinnen-Bundesliga und bestritt in dieser Zeit 31 Punktspiele, in denen sie elf Tore erzielte. Vom 28. April bis 29. Mai 2022 kam sie parallel in zehn Spielen für die zweite Mannschaft von Werder Bremen in der drittklassigen Regionalliga Nord zum Einsatz. Ihr Debüt im Seniorinnenbereich gab sie bei der 2:3-Niederlage im Auswärtsspiel gegen den TV Jahn Delmenhorst. Ihr erstes Tor erzielte sie am 10. April 2022 (20. Spieltag) bei der 1:3-Niederlage im Auswärtsspiel gegen Holstein Kiel mit dem Treffer zum 1:1 in der 34. Minute.
Zur Saison 2022/23 wurde sie vom 1. FFC Turbine Potsdam verpflichtet, für deren zweite Mannschaft und Neuling in der 2. Bundesliga 24 von 26 Saisonspielen bestritt und drei Tore erzielte. Da ihre Mannschaft als Letzter des Klassements in die Regionalliga Nordost abstieg, wurde sie in dieser Spielklasse in allen 22 Saisonspielen eingesetzt, in denen sie 21 Tore erzielte. 
Zur Saison 2024/25 rückte sie – gemeinsam mit Lesley Lergenmüller und Marike Dommasch – in die erste Mannschaft auf. Ihr Pflichtspieldebüt war zugleich ihr Bundesligadebüt; sie wurde zum Saisonstart am 30. August 2024 bei der 0:2-Niederlage im Heimspiel gegen den amtierenden Deutschen Meister FC Bayern München in der 58. Minute für Laura Lindner eingewechselt.